# Heidemarie Wieczorek-Zeul
Pour les articles homonymes, voir Wieczorek.
Heidemarie Wieczorek-Zeul, née Zeul à Francfort-sur-le-Main le 21 novembre 1942, est une femme politique allemande qui appartient au Parti social-démocrate d'Allemagne (SPD).
Elle adhère au SPD à l'âge de 23 ans, et devient en 1974 présidente fédérale des Jeunes socialistes (Jusos), où elle acquiert son surnom de « Heidi la rouge ». En 1979, elle est élue députée européenne, un mandat qu'elle exerce jusqu'à son élection au Bundestag, en 1987. Six ans plus tard, elle se présente à l'élection du président du SPD, qui se tient pour la première fois au suffrage direct, mais termine troisième avec 27 % des voix. Devenue vice-présidente fédérale du parti, elle est nommée ministre fédérale de la Coopération économique en 1998 dans la coalition rouge-verte de Gerhard Schröder, étant reconduite en 2005 dans la grande coalition d'Angela Merkel. Elle quitte ce poste en 2009 après onze années de mandat, établissant ainsi un record de longévité, et continue de siéger comme députée fédérale.

## Biographie

### Formation et carrière
Elle étudie l'anglais et l'histoire, dans le but d'être d'enseignante, à l'université de Francfort-sur-le-Main de 1961 à 1965. Elle devient ensuite professeure du secondaire à Rüsselsheim, d'abord à l'école Friedrich Ebert, entre 1965 et 1974, puis à l'école Georg Büchner pendant un an à compter de 1977.
Par ailleurs, elle préside pendant deux ans à partir de 1977 le Bureau européen de coordination internationale de la jeunesse.

### Nom de famille
Née Heidemarie Zeul, elle épouse en 1965 Norbert Wieczorek, membre du SPD et futur député fédéral. Malgré le fait qu'ils aient divorcé au bout de quatorze ans, elle a toujours conservé le nom de famille de son époux accolé au sien.

### Vie politique

#### Au sein du SPD
Heidemarie Wieczorek-Zeul adhère au Parti social-démocrate d'Allemagne (SPD) en 1965.
Neuf ans plus tard, en 1974, elle est élue présidente fédérale des Jusos, mouvement de jeunes du SPD, et le reste pendant trois ans. À ce poste, elle a acquis son surnom de « Heidi la rouge » (Rote Heidi), aussi bien en référence à la couleur de ses cheveux qu'à ses opinions politiques, très marquées à gauche.
Présidente des sociaux-démocrates de Hesse du sud entre 1988 et 1999, elle se présente à la présidence fédérale en 1993 au cours de la première et unique primaire au scrutin direct dans l'histoire du parti, mais est finalement battue par Rudolf Scharping, qui obtient 40 % des voix, et Gerhard Schröder avec 33 %, alors qu'elle récolte les 27 % restants. Elle est alors élue vice-présidente fédérale.
En novembre 2005, elle soutient l'élection d'Andrea Nahles, issue de l'aile gauche du parti, comme secrétaire générale fédérale contre Karl-Josef Wasserhövel, le candidat choisi par le président Franz Müntefering, classé plus à droite. L'élection de Nahles par le comité directeur fédéral conduit Müntefering à renoncer à la direction du parti. Face aux fortes critiques dont elle fait l'objet dans l'appareil, elle décide de renoncer à sa vice-présidence fédérale lors du congrès convoqué peu après et qui voit l'élection de Matthias Platzeck à la présidence du SPD.

#### Dans les institutions
Elle obtient son premier mandat électoral en 1968 comme conseillère municipale de Rüsselsheim. Elle ne siège que quatre ans.
En 1979, elle est élue députée au Parlement européen et siège à la commission du commerce extérieur. Réélue en 1984, elle est contrainte de démissionner trois ans plus tard, à la suite de son élection comme députée fédérale au Bundestag le 25 janvier 1987.
Après avoir occupé le poste de porte-parole du groupe SPD au Bundestag pour les questions européennes de 1987 à 1998, Heidemarie Wieczorek-Zeul est nommée ministre fédérale de la Coopération économique et du Développement d'Allemagne par Gerhard Schröder le 27 octobre 1998. Elle se voit reconduite dans ses fonctions par Schröder dans sa seconde coalition rouge-verte le 22 octobre 2002, puis dans la grande coalition d'Angela Merkel le 22 novembre 2005. Au cours de son mandat, elle a notamment qualifié, à l'été 2004, la guerre d'Irak de 2003 de « crime » à cause des souffrances endurées par la population civile, et déclaré, en juillet 2006, que l'attaque israélienne au Liban est « inacceptable au regard du droit international ». Cette prise de position lui a valu les critiques de la CDU/CSU, du FDP et des Verts, tandis que le conseil central des juifs d'Allemagne a posé la question de savoir si « la ministre du Développement était encore fréquentable au nom du SPD ». Son action a également été critiquée pour son habitude à attribuer des postes importants dans l'administration de son ministère à des camarades de parti et à s'en prendre violemment à son personnel.
Battue dans sa circonscription de Wiesbaden par Kristina Köhler lors des législatives du 27 septembre 2009, elle continue de siéger au Bundestag grâce au scrutin de liste mais quitte son ministère le 28 octobre suivant, à la suite de la formation d'une coalition noire-jaune.
Avec un mandat de onze ans passés à la tête du ministère fédéral de la Coopération économique, Heidemarie Wieczorek-Zeul détient le record de longévité à ce poste.